# Heteria
Heteria (gr. Εταιρεία, czyli "grupa przyjaciół") – nieformalne stowarzyszenia arystokratyczne w starożytnej Grecji, a w Grecji nowożytnej stowarzyszenia naukowe, gospodarcze lub polityczne. Najbardziej znanym z nich była tajna organizacja narodowowyzwoleńcza Filiki Eteria działająca na początku XIX w.